# 祝平次
祝平次（Chu, Ping-Tzu，1962年—），台灣台南縣人，美國哈佛大學東亞語言文化博士，曾任國立成功大學中文系助理教授，現為國立清華大學中文系副教授，研究專長為宋明理學、儒家倫理學、台灣思想史、數位人文學。於2014年起擔任台灣科技部數位人文學門複審委員。為台灣守護民主平台成員，不時於《自由時報》、《蘋果日報》、《新新聞》發表政論。長兄為中央研究院歷史語言研究所研究員祝平一。

## 簡介
2011年6月，與顏厥安、范雲、潘光哲、陳瑞麟、張谷銘等學者共同反對教育部將「中華文化基本教材」列為高中必選課程。
2014年3月，因支持太陽花學運而在街頭開課。
2014年4月17日，因反對教育部的課綱微調而出席公聽會，會中說出「九趴馬」，間接引發國國民黨立委陳淑慧和民進黨立委何欣純的口角衝突。

## 批判儒家
祝平次批評複製儒家政教合一傳統的蔣介石自稱是講「以天地萬物為一體」之王守仁的信徒，但王守仁卻在一夜之間坑殺幾千名投降的民間起義士兵，而蔣介石政權一方面在台灣集權統治、奪人性命，一方面又以儒家文化宣揚者自居。他也批判不容他人根據事實置喙、質疑正是傳統儒學政、教合一的特徵，有著任意變造歷史傳統的儒學自然受集權統治喜歡。他認為儒家的菁英文化和民主並不一致，只有為皇帝死的儒者，沒有為民主賣命的儒者；而宋明或新儒家只強調個人內在的主觀道德，輕忽制度倫理性與改革的重要性。儒家獨斷的道德自我合理化外在行為並非民主台灣所需要，民主台灣所需要的絕對不是儒家的聖人，而是能籌畫自己未來、籌畫台灣作為一個未來生存之地的公民。

## 著作

### 專書
- 《朱子學與明初理學的發展》（台北：台灣學生書局，1994年）

### 編著
- 與楊儒賓合編：《儒學的氣論與工夫論》（臺北：國立臺灣大學出版中心，2005年）
- 與楊儒賓合編：《天體、身體與國體：迴向世界的漢學》（臺北：國立臺灣大學出版中心，2005年）

## 政論
- 〈「台灣的主張」〉 （页面存档备份，存于），《自由時報》（2009-10-13）
- 〈國民黨的白痴論〉 （页面存档备份，存于），《自由時報》（2009-12-12）
- 〈今天 李明璁們集體受審〉 （页面存档备份，存于），《自由時報》（2010-01-07）
- 〈尊重多元 拒絕中華文化霸凌〉 （页面存档备份，存于），《自由時報》（2011-06-29）
- 〈別讓四書教出小孩的奴性〉 （页面存档备份，存于），《自由時報》（2011-07-03）
- 〈軟性基質主義與文化基本教材〉 （页面存档备份，存于），《蘋果日報》（2011-07-06）
- 〈莊秉潔案 向興大致敬〉 （页面存档备份，存于），《自由時報》（2012-05-06）
- 〈當殖民者揮舞外來憲法〉 （页面存档备份，存于），《自由時報》（2012-07-16）
- 〈文化部的政治與經濟危機〉 （页面存档备份，存于），新頭殼，原載《新新聞》（2012-07-19）
- 〈換湯不換藥的「中國式民主」〉 （页面存档备份，存于），新頭殼，原載《新新聞》（2012-08-09）
- 〈既不愛國又反教育的愛國教育〉 （页面存档备份，存于），新頭殼，原載《新新聞》（2012-09-13）
- 〈崩毀中的公眾生活〉 （页面存档备份，存于），新頭殼，原載《新新聞》（2012-11-22）
- 〈校長 您忘了大學需要民主〉 （页面存档备份，存于），《自由時報》（2013-01-11）
- 〈帝國和平 永久和平〉 （页面存档备份，存于），《自由時報》（2013-06-08）
- 〈沒有內部和平 那來外部和平〉 （页面存档备份，存于），《自由時報》（2013-06-18）
- 〈民主竟淪為「民」被「主」宰〉 （页面存档备份，存于），《自由時報》（2013-06-27）
- 〈陳光誠、郝柏村與王金平〉 （页面存档备份，存于），《自由時報》（2013-07-02）
- 〈陳光誠挺民主 郝柏村思威權〉 （页面存档备份，存于），《蘋果日報》（2013-07-02）
- 〈人民爭民主 老K作民之主〉 （页面存档备份，存于），《自由時報》（2013-08-01）
- 〈重點是民生疾苦 不是數字高低〉 （页面存档备份，存于），《自由時報》（2013-08-10）
- 〈對人民的痛苦無感 對自己的無能無感〉 （页面存档备份，存于），《自由時報》（2013-08-23）
- 〈台塑審判學術自由〉 （页面存档备份，存于），《自由時報》（2013-08-31）
- 〈冷看馬幫滿嘴講道德〉 （页面存档备份，存于），《自由時報》（2013-09-12）
- 〈個資法？ 官資法？〉 （页面存档备份，存于），《自由時報》（2013-12-20）
- 〈我們的學生正在一個一個被告〉 （页面存档备份，存于），《自由時報》（2013-12-30）
- 〈公民奮起奪回教育權〉 （页面存档备份，存于），《蘋果日報》（2014-02-04）
- 〈他 馬的好學者〉 （页面存档备份，存于），《自由時報》（2014-02-07）
- 〈蔣偉寧和王曉波的共識〉 （页面存档备份，存于），《自由時報》（2014-02-13）
- 〈拒絕國民黨版的皇民化〉 （页面存档备份，存于），《蘋果日報》（2014-03-13）
- 〈HarvardX 馬英九沒學到的哈佛經驗〉 （页面存档备份，存于），《自由時報》（2014-03-16）
- 〈九趴總統 打著民主反民主〉 （页面存档备份，存于），《自由時報》（2014-04-10）
- 〈立法院發言稿〉，立法院教育委員會 （2014-04-17)

## 外部連結
- 清大中文系－祝平次（Chu, Ping-Tzu） （页面存档备份，存于）